# Liste der Monuments historiques in Villeneuve-sur-Bellot
Die Liste der Monuments historiques in Villeneuve-sur-Bellot führt die Monuments historiques in der französischen Gemeinde Villeneuve-sur-Bellot auf.

## Liste der Bauwerke
| Bezeichnung    | Beschreibung | Standort | Kennzeichnung | Schutzstatus | Datum | Bild           |
| -------------- | ------------ | -------- | ------------- | ------------ | ----- | -------------- |
| Kirche St-Rémi |              | (Lage)   | PA00087326    | Inscrit      | 1926  | weitere Bilder |

## Liste der Objekte

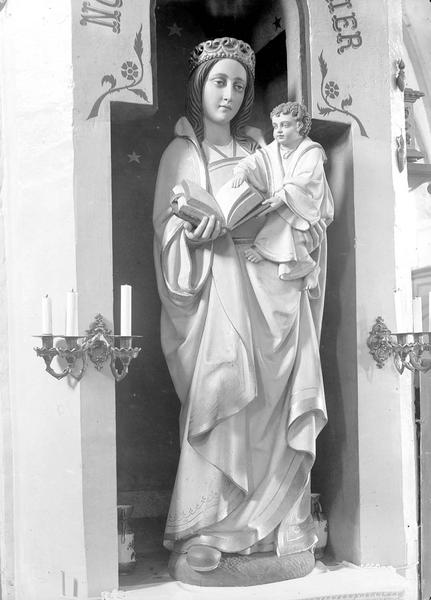
Skulptur Madonna mit Kind (um 1300) in der Kirche St-Rémi

- Monuments historiques (Objekte) in Villeneuve-sur-Bellot in der Base Palissy des französischen Kultusministeriums